# Maha Amer
Maha Amer (en árabe: مها عامر‎; El Cairo, 27 de marzo de 1999) es una deportista egipcia que compite en saltos de trampolín. Ganó una medalla de bronce en el Campeonato Mundial de Natación de 2024, en la prueba de trampolín 1 m.

## Palmarés internacional
| Campeonato Mundial | Campeonato Mundial | Campeonato Mundial | Campeonato Mundial |
| Año                | Lugar              | Medalla            | Prueba             |
| ------------------ | ------------------ | ------------------ | ------------------ |
| 2024               | Doha (Catar)       | Medalla de bronce  | Trampolín 1 m      |